# Rita Cortese
Adela Rita Cortese (Buenos Aires; 7 d'agost de 1949), és una reconeguda actriu i cantant argentina.
La seva trajectòria abasta treballs en pel·lícules, sèries i telenovel·les, la qual li va valer tres Premis Martín Fierro i també guardonada amb el Premi Cóndor de Plata.

## Biografia
El 1967 va començar la carrera de Filosofia i Lletres però la va abandonar un any després. El 1974 va ingressar a l'escola de teatre dirigida per Néstor Raimondi, encara que, segons les seves pròpies declaracions, va començar la seva carrera professional el 1972 al Teatro Latino de San Telmo.
Com a actriu de cinema, va treballar a La nube i en 2003 va rebre el Premi Cóndor de Plata a la millor actriu per Herencia, i, com a actriu de televisió, va rebre en 2002 el premi Martín Fierro per la seva actuació a la telenovel·la El sodero de mi vida i el 2008 per la seva participació especial a la telecomèdia Lalola. Aquest mateix any, va editar el seu primer àlbum, anomenat El amor, ese loco berretín, on interpreta diferents balades de tango, amb el qual va obtenir el premi Carlos Gardel a millor artista de tango revelació en 2009. En 2014 va ser una de les protagonistes de la reeixida pel·lícula Relatos salvajes, que va ser nominada al premi més important del festival de Canes i al'Oscar.

## Filmografia
| Cinema | Cinema                               | Cinema            |
| Any    | Títol                                | Personatge        |
| ------ | ------------------------------------ | ----------------- |
| 1984   | Asesinato en el Senado de la Nación  | Marta             |
| 1986   | La República perdida II              | Relatora en off   |
| 1993   | Un muro de silencio                  | Mercedes          |
| 1997   | Cenizas del paraíso                  | Mirta             |
| 1997   | Momentos robados                     | Vilma             |
| 1997   | El sueño de los héroes               | Dona del corralón |
| 1998   | Cohen vs. Rosi                       | Angélica Rosi     |
| 1998   | La nube                              | Dolores           |
| 1999   | Alma mía                             | Tita              |
| 2000   | Apariencias                          | Susana Posse      |
| 2002   | Herencia                             | Olinda            |
| 2002   | ¿Y dónde está el bebé?               | Betina            |
| 2002   | Samy y yo                            | Liliana           |
| 2002   | ¿Sabés nadar?                        | Malba             |
| 2005   | Monobloc                             | Padrina           |
| 2007   | Familia Lugones                      | Gladis            |
| 2009   | Horizontal/Vertical                  | Albita            |
| 2009   | Una cita, una fiesta y un gato negro | Saravia           |
| 2010   | Dos hermanos                         | Alicia Pereyra    |
| 2010   | Los Marziano                         | Delfina Marziano  |
| 2010   | Cinco velitas (curtmetratge)         | Lucrecia          |
| 2011   | Viudas                               | Esther            |
| 2011   | Verdades Verdaderas                  | Nerina            |
| 2014   | Relatos salvajes                     | La cuinera        |
| 2019   | La odisea de los giles               | Carmen Lorgio     |
| 2019   | Bruja                                | Abuela Imelda     |
| 2020   | Las siamesas                         | Clota             |
| 2021   | La sombra del gato                   | Ana               |
| 2022   | Un crimen argentino                  | Adelma Gobbi      |
| 2022   | El suplente                          | Amalia            |
| 2023   | Blondi                               | Pepa              |
| 2023   | Kiribati                             | Dora              |

## Televisió
| 1990      | Estafa de amor                          | Marizza Montero de Velez                         |
| 1990      | La bonita página                        | Rita                                             |
| 1992      | Corazones de fuego                      | Rebeca                                           |
| 1993-1994 | Alta comedia                            | Diversos personatges                             |
| 1994      | El día que me quieras                   | Rómula                                           |
| 1996      | Los especiales de Doria                 | Varios personajes                                |
| 1997      | Naranja y media                         | Fiscal                                           |
| 1997      | RRDT                                    | Delia                                            |
| 1997      | Señoras y señores                       | Leticia Fontela                                  |
| 1998      | Laura y Zoe                             | Rita Martínez                                    |
| 1999-2000 | Verano del 98                           | Sara Katz                                        |
| 2001-2002 | El sodero de mi vida                    | Elsa Campos                                      |
| 2002      | 1000 millones                           | Dominga Vargas                                   |
| 2003      | Costumbres argentinas                   | Celina Martínez                                  |
| 2003      | Malandras                               | Coca Bertolotti                                  |
| 2003      | Sol negro                               | Dra. Gloria Glezer                               |
| 2004      | Los secretos de papá                    | Blanca                                           |
| 2005      | Sin código                              | Mirna                                            |
| 2006      | Montecristo                             | Sara María Carusso                               |
| 2007      | Lalola                                  | Bruja                                            |
| 2007      | Reparaciones                            | Cora                                             |
| 2008      | Mujeres asesinas 4                      | Alicia - Epi 6: «Alicia, deudora»                |
| 2008      | La bella Otero                          | Berta                                            |
| 2008      | Tinta argentina                         | Mercedes                                         |
| 2009      | Scusate il disturbo                     | Beatris                                          |
| 2009      | Mitos, crónicas del amor descartable    | Norma                                            |
| 2010      | Botineras                               | Emma Riganti                                     |
| 2011      | Tiempo de pensar                        | Abogada Susana - Epi : «Segundo fatal»           |
| 2012      | Volver a nacer                          | Carmen                                           |
| 2012      | Graduados                               | Professora Marta Quiñones                        |
| 2012      | El hombre de tu vida                    | Sandra Guzmán                                    |
| 2012      | La viuda de Rafael                      | Matilde "La Sargenta"                            |
| 2013      | Esa mujer                               | Ofelia Morales                                   |
| 2013      | Historias de corazón                    | Emilia - Epi 29: «Ausencias temporales»          |
| 2014      | Doce casas, Historia de mujeres devotas | Mercedes - «Semana 2: Historia de Mercedes»      |
| 2014      | Escuela nocturna                        | Mamá de Sebastian                                |
| 2015      | Esperanza mía                           | Genoveva                                         |
| 2017      | El jardín de bronce                     | Reba                                             |
| 2021      | Maradona, sueño bendito                 | Dalma Salvadora Franco "Doña Tota" (adulta gran) |

## Discografia
- 2008: El amor, ese loco berretín - Acqua Records

## Premis i nominacions
| Any  | Premi                 | Categoria                                      | Treball                         | Resultat  |
| ---- | --------------------- | ---------------------------------------------- | ------------------------------- | --------- |
| 2001 | Premi Martín Fierro   | Actriu de repartiment                          | El sodero de mi vida            | Guanyador |
| 2003 | Premi Martín Fierro   | Actriu de repartiment en Unitari i/o Minisèrie | Sol negro                       | Nominat   |
| 2003 | Premi Clarín          | Millor actriu                                  | Sol negro                       | Nominat   |
| 2005 | Premi Martín Fierro   | Actriu de repartiment en Comèdia               | Sin código                      | Guanyador |
| 2007 | Premi Martín Fierro   | Participació especial de Ficció                | Lalola                          | Guanyador |
| 2008 | Premi Clarín          | Millor actriu Drama                            | Mujeres asesinas                | Nominat   |
| 2011 | Premi Konex           | Intèrpret Femenina de Musical                  | Trajectòria de la última dècada | Guanyador |
| 2023 | Premi Cóndor de Plata | Millor actriu de repartiment                   | Un crimen argentino             | Guanyador |